# 卡夫雷拉島

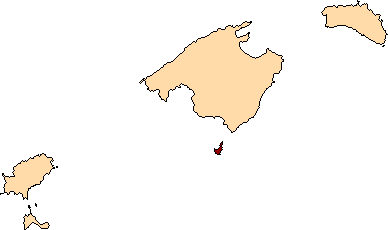
卡布雷拉岛在巴利阿里群島的位置

卡布雷拉岛是地中海西部的一群人口稀少的島嶼，由11個小島組成，常住居民少於100人，屬西班牙巴利阿里群島的一部分，為國家公園所在地，位於主島馬略卡島以南15公里，島上有旅遊業。